# Julian Schwinger
Julian Seymour Schwinger (New York, 1918. február 12. – Los Angeles, 1994. július 16.) amerikai elméleti fizikus. Ő fogalmazta meg a renormálás elméletét, és rögzített egy elektron-pozitron-jelenséget (Schwinger-effektus). 
Elméleti fizikai eredményeiért 1951-ben Albert Einstein-díjat kapott. Kvantum-elektrodinamikai munkásságáért Richard Feynmannal és Shinichiro Tomonagával megosztva fizikai Nobel-díjat kapott 1965-ben.

## Családja
New Yorkban született. 1947-ben házasodott meg.

## Életrajza
Felsőfokú tanulmányait a City College of New York-on, majd a Columbia Egyetemen végezte, ahol 1936-ban szerzett BA-fokozatot és 1939-ben PhD-t (Isidor Isaac Rabi vezetésével). Robert Oppenheimer alatt dolgozott (Kaliforniai Egyetem, Berkeley), majd 1941-ben a Purdue Egyetemen kapott állást.
A második világháború alatt az MIT Sugárzási Laboratóriumában dolgozott, elméleti támogatást nyújtva a radar fejlesztéséhez. Megpróbálta magfizikusi tudását alkalmazni az elektromágneses mérnöki problémákra, és a nukleáris szórással kapcsolatos eredményekre jutott. Később alkalmazni kezdte a sugárzások megértése terén elért eredményeit a kvantumfizika területén.
A háború után a Purdue-ról a Harvard Egyetemre ment, ahol 1945-től 1974-ig tanított. Ezalatt az idő alatt kifejlesztette a renormálás elméletét, ami megmagyarázta az elektron mágneses térbeli Lamb-eltolódását. Rájött, hogy többféle neutrínónak kell léteznie, ami a különféle leptonokhoz, mint az elektron és a müon, kapcsolhatók. Kísérletileg ezt jóval később igazolták.
Több mint hetven doktori disszertáció témavezetője volt, ezen a területen a fizika egyik legtermékenyebbje. Négy diákja lett később Nobel-díjas: Roy Glauber, Benjamin Roy Mottelson, Sheldon Glashow és Walter Kohn (kémiában).
Késői éveiben, bosszankodva a részecskefizika más magyarázatainak komplexitásán, Schwinger kifejlesztette a forráselméletet, ami a gravitonokat, fotonokat és más részecskéket egyforma módon kezeli. 1972-ben otthagyta a Harvardot egy másik állásért (University of California, Los Angeles) ahol folytatta a forráselméleti munkáját haláláig. Itt nagyszerű előadói és témavezetői örökséget hagyott maga után.

## Hidegfúzió
1989 után élénken érdeklődni kezdett a sokat vitatott hidegfúzió felfedezése iránt. Nyolc elméleti cikket írt róla. Úgy gondolta, az Amerikai Fizikai Társaság annyira elfogult a témával szemben, hogy lemondott tagságáról tiltakozásképpen. Úgy érezte, a hidegfúziós kutatásokat elnyomják, és sérül a kutatói szabadság. Ezt írta: „A nyomás az alkalmazkodás irányában óriási. Tapasztaltam ezt a beküldött cikkeknek a szerkesztők általi elutasításában, amit névtelen bírálók epés kritikájára alapoztak. A részrehajlás nélküli bírálatnak cenzúrával való helyettesítése a tudomány halála lesz.”